# Neochori (Notia Kerkyra)
Neochori (griechisch Νεοχώρι (n. sg.)) ist ein Dorf im Südosten der griechischen Insel Korfu. Zusammen mit vier weiteren Dörfern bildet es den gleichnamigen Stadtbezirk (Δημοτική Κοινότητα Νεοχωρίου Dimotikí Kinótita Neochoríou) im Gemeindebezirk Lefkimmi der Gemeinde Notia Kerkyra und zählt insgesamt 1.443 Einwohner.

## Gliederung und Einwohnerentwicklung
Neochori wurde 1924 als Landgemeinde etabliert und umfasste neben dem Dorf Neochori selbst die Nachbarorte Dragotina, Kritika und Paleochori; Spartera wurde 1935 eingemeindet und bildete zusammen mit Dragotina von 1948 bis 1950 eine eigene Landgemeinde. Im Zuge der Gemeindereform 1997 wurde Neochori nach Lefkimmi eingemeindet,  mit dem es 2011 als Stadtbezirk in der neuen Gemeinde Kerkyra aufging.
Einwohnerentwicklung von Neochori:
| Name       | griechischer Name   | Code       | 1928 | 1940 | 1951 | 1961 | 1971 | 1981 | 1991 | 2001 | 2011 |
| ---------- | ------------------- | ---------- | ---- | ---- | ---- | ---- | ---- | ---- | ---- | ---- | ---- |
| Neochori   | Νεοχώρι             | 3204010401 | 188  | 278  | 276  | 281  | 269  | 249  | 271  | 232  | 182  |
| Dragotina  | Δραγωτινά (n. pl.)  | 3204010402 | 139  | 188  | 259  | 316  | 285  | 292  | 293  | 274  | 249  |
| Kritika    | Κρητικά (n. pl.)    | 3204010403 | 199  | 229  | 257  | 315  | 323  | 387  | 409  | 426  | 453  |
| Paleochori | Παλαιοχώρι (n. sg.) | 3204010404 | 230  | 298  | 327  | 385  | 549  | 614  | 681  | 617  | 459  |
| Spartera   | Σπαρτερά (n. pl.)   | 3204010405 |      | 179  | 139  | 144  | 94   | 99   | 94   | 114  | 100  |
| Bastatika  | Μπαστάτικα (n. pl.) |            | 103  | 143  | 154  | 176  | *    |      |      |      |      |
| Gesamt     | Gesamt              | 32040104   | 850  | 1315 | 1412 | 1617 | 1520 | 1641 | 1748 | 1663 | 1443 |

* der Ort Bastatika wurde Paleochori angeschlossen (ΦΕΚ 225Β/14. März 1972)